# Homolophus rishiri
Homolophus rishiri is een hooiwagen uit de familie echte hooiwagens (Phalangiidae).